# Aéroport international de Harrisburg
L’aéroport international de Harrisburg (code IATA : MDT • code OACI : KMDT) est situé à 15 km (9 miles) au sud-est de la ville de Harrisburg, capitale de l'État de Pennsylvanie. L'aéroport est le centre commercial principal de Sud Central Pennsylvanie et est le troisième le plus achalandé dans l'État pour des embarquements de passagers et de cargaisons derrière l'aéroport international de Philadelphie et l'aéroport international de Pittsburgh.

## Destinations
| Compagnies                                     | Destinations |
| ---------------------------------------------- | --- |
| Air Canada Express pour Air Canada             | Aéroport international Pearson de Toronto |
| Allegiant Air                                  | Orlando Sanford International Airport Aéroport de Punta Gorda                                                                                                   |
| American Airlines                              | Aéroport international Charlotte-Douglas |
| American Eagle Airlines pour American Airlines | Aéroport international Logan de Boston Aéroport international Charlotte-Douglas Aéroport international O'Hare de Chicago Aéroport international de Philadelphie |
| Delta Air Lines                                | Aéroport international Hartsfield-Jackson d'Atlanta |
| Delta Connection pour Delta Connection         | Aéroport métropolitain de Détroit |
| Southern Airways Express                       | Aéroport international de Pittsburgh |
| United Express pour United Airlines            | Aéroport international O'Hare de Chicago Aéroport international de Washington-Dulles                                                                            |